# Comtat de Manresa
Comtat de Manresa fou una denominació que es donà a l'extrem occidental del comtat d'Osona, a partir del Moianès i del Bages; gràcies a l'expansió cristiana per terres d'al-Àndalus, l'àrea dita comtat de Manresa s'estengué vers l'Anoia, la Segarra i l'Urgell.

## Orígens i evolució
Durant el darrer quart del segle ix, va donar-se un corrent migratori que dugué gent des de les contrades pirinenques i prepirinenques (Pallars, Alt Urgell i Cerdanya), aleshores superpoblades, cap a l'espai buit central configurat per les actuals contrades del Ripollès, la Vall de Lord, el Berguedà, el Lluçanès, la Plana de Vic, el Moianès, les Guilleries i el Bages, ço és el territori despoblat arran de tot el trasbals de la revolta d'Aissó.
Aquesta àrea de repoblació es trobava envoltada dels comtats regits per Guifré I el Pilós (878-897), el qual va intervenir-hi organitzant-hi l'administració eclesiàstica i civil. En un principi, quan les característiques i situació de la zona ho permetien, Guifré annexionà les àrees repoblades a un comtat ja existent: la Vall de Lord fou inclosa dins del comtat d'Urgell, i el pagus de Berga -l'actual Berguedà- al comtat de Cerdanya; ara bé, la regió central del Ripollès, Plana de Vic, Lluçanès i les Guilleries configurava un territori tradicionalment estructurat al voltant de la ciutat d'Ausa amb una tradició ètnica pròpia -era l'antic país dels ausetans- per això, Guifré va crear-hi un districte propi, el comtat d'Osona, on també hi foren incloses les terres del Moianès i el Bages les quals, tot i tenir un nucli tradicional -la ciutat de Manresa- i també una personalitat històrica derivada d'haver estat el país dels lacetans, per la seva situació de primera línia de frontera amb l'islam i pel seu escàs poblament, no tenien prou entitat per a estructurar-hi una demarcació específica; d'ací el valor merament geogràfic i mai jurídic de l'expressió comtat de Manresa, testimoniada als documents a partir de l'any 906. La prova del caràcter locatiu de l'expressió és que mai no va haver-hi vescomtes de Manresa, mentre que sí que va haver-hi vescomtes de Barcelona, vescomtes de Girona i vescomtes d'Osona.
El centre del comtat era el pagus de Manresa, ben diferenciat del d'Osona pels privilegis que li atorgà el rei Odó el 889 i 890.
Els avenços d'aquest comtat per terres musulmanes es fitaven amb torres de defensa dites manresanes.
La denominació de comtat de Manresa va caure en desús durant el segle xii, quan el territori de l'antic comtat quedà dividit en les vegueries que s'hi constituïren.